# アルベルト・チェッリ
アルベルト・チェッリ（Alberto Cerri、1996年4月16日 - ）は、イタリア・パルマ出身のサッカー選手。コモ1907所属。ポジションはFW。

## 経歴

### クラブ
パルマFCの下部組織出身。2015年、ユヴェントスへフリートランスファーで移籍した。
2017年7月24日、ペルージャ・カルチョに買取オプション付きのレンタルで移籍した。
2018年7月13日、カリアリ・カルチョに買取義務条項付きのレンタルで移籍した。2019年2月19日に完全移籍となった。
2021年8月17日、コモ1907にレンタルで移籍した。2023年夏に完全移籍となった。
2024年1月19日、エンポリFCに買取オプション付きのレンタルで移籍した。